# The Best of Dire Straits & Mark Knopfler: Private Investigations
Private Investigations — третя збірка пісень англійської групи Dire Straits, яка була випущена 7 листопада 2005 року.

## Композиції
1. Telegraph Road - 14:20
2. Sultans of Swing - 5:48
3. Love Over Gold - 6:18
4. Romeo and Juliet - 6:00
5. Tunnel of Love - 8:10
6. Private Investigations - 5:59
7. So Far Away - 5:07
8. Money for Nothing - 8:24
9. Brothers in Arms - 6:57
10. Walk of Life - 4:08
11. Your Latest Trick - 6:29
12. Calling Elvis - 6:24
13. On Every Street - 5:03
14. Going Home (Theme from Local Hero) - 5:00
15. Darling Pretty - 4:30
16. The Long Road (Theme from Cal) - 7:21
17. Why Aye Man - 4:09
18. Sailing to Philadelphia - 5:29
19. What It Is - 4:56
20. The Trawlerman's Song - 5:02
21. Boom, Like That - 5:49
22. All the Roadrunning - 4:49

## Учасники запису
- Марк Нопфлер - гітара, вокал
- Джон Їлслі - бас-гітара
- Алан Кларк - клавіші
- Гай Флетчер - клавіші

## Позиції у чартах
| Країна          | Позиція |
| --------------- | ------- |
| Австрія         | 44      |
| Австралія       | 35      |
| Нідерланди      | 23      |
| Франція         | 4       |
| Німеччина       | 36      |
| Італія          | 21      |
| Нова Зеландія   | 17      |
| Норвегія        | 5       |
| Португалія      | 3       |
| Швейцарія       | 15      |
| Велика Британія | 20      |
| Іспанія         | 7       |